# Adam Zagajewski

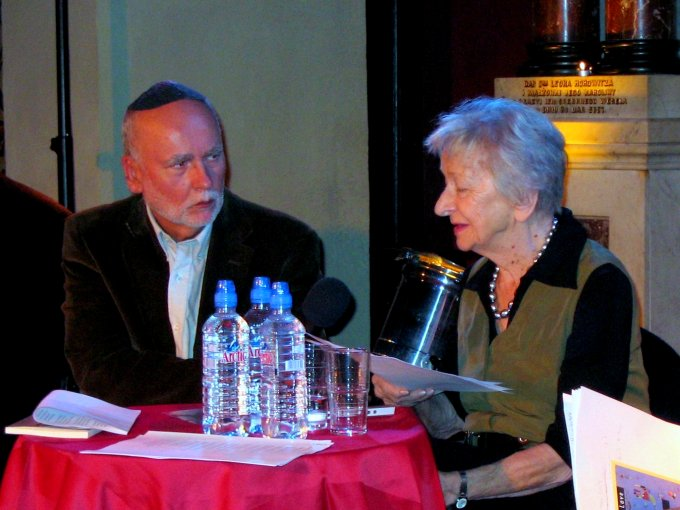
Adam Zagajewski con Wislawa Szymborska (2005)

Adam Zagajewski (Lwów, 21 de junio de 1945-Cracovia, 21 de marzo de 2021) fue un poeta, novelista y ensayista polaco miembro conocido de la generación del 68 en su país y uno de sus más famosos poetas.

## Biografía
Su padre fue Tadeusz Zagajewski y su madre Ludwika Zagajewska, nacida Turska. Como otros repatriados polacos de las kresy anejas a la Unión Soviética, su familia fue expulsada por los soviéticos y se instaló en 1946, tras la Segunda Guerra Mundial, en Gliwice (Silesia), donde hizo sus estudios secundarios. 
Se inscribió después en la Universidad Jaguelónica de Cracovia, donde llevó a cabo estudios superiores de Psicología y de Filosofía. Más tarde enseñó Filosofía en la Academia de Minería y Metalurgia (actual Universidad de Ciencias y Tecnología AGH), también en Cracovia. Se ligó entonces al movimiento poético de la Nowa fala ('nueva ola') en la ciudad y perteneció a su grupo literario polaco Teraz ('ahora'), dando a conocer en revistas sus primeros poemas: en 1967 hizo su debut con el poema «Música», publicado en la revista Życie Literackie. Luego fue publicando con regularidad en las revistas Odra (1969-1976) y Twórczość (1969, 1971-1973). 
En 2017 recibió el Premio Princesa de Asturias de las Letra.

## Inicios
En 1972 publicó su primer poemario, Komunikat, al que siguió la novela Ciepło zimno (Caliente y frío). Difundía además sus ideas en la revista clandestina Zapis, uno de los principales medios de la oposición democrática polaca. Publicó después Sklepy mięsne (Carnicerías). El objetivo de este grupo de la generación del 68, formado por autores decididos a comprometerse políticamente en sus obras como Julian Kornhauser, Kipska, Ryszard Krynicki o Stanisław Baranczak, era «alzarse contra las falsificaciones de la realidad y la apropiación del lenguaje por parte de la ideología y la propaganda comunista». Dos de los principales lemas de este grupo eran «Powiedz prawdę» ('Di la verdad') y «Mów wprost» ('Habla claro'). En Cracovia frecuentó a personajes como el escritor Stanislaw Lem y el filósofo Roman Ingarden, y creó varias revistas. También ejerció como traductor (de Raymond Aron, Mircea Eliade, etc.). 
Difundida la Carta de los 59 en 1975 tras los Acuerdos de Helsinki, se unió en 1976 al Comité de Defensa de los Obreros (Komitet Obrony Robotników, KOR) y las autoridades comunistas prohibieron la publicación de sus obras. Marchó entonces a los Estados Unidos a enseñar en la Universidad de Houston.
Desde 1982 se estableció en París, según él, más por motivos sentimentales que políticos (seguía a una mujer); también estuvo un tiempo residiendo en Berlín y en los Estados Unidos. Regresó a Cracovia en 2002 junto a su mujer, Maja Wodecka. Todos los años enseña, como profesor invitado, en la Universidad de Chicago.

## El escritor
Formó parte de la redacción de Zeszyty Literackie y recibió en 1996 el Premio Vilenica —concedido en Eslovenia— y el Premio Adenauer de Literatura en 2002. Era miembro de la Asociación de Escritores Polacos e intervenía igualmente en los talleres de poesía de la Universidad Jaguelónica de Cracovia.
Entre su obra destacan Pragnienie (1999), Ziemia ognista (1994), Jechać do Lwowa (1985), Sklepy mięsne (1975) y Komunikat (1972).
Ha sido traducido a diversos idiomas. Sus libros de poesía traducida al inglés son Mysticism for beginners, Tremor y Canvas. En esta misma lengua, en prosa son: Another beauty (2000) y de la colección en prosa, Two cities (1995) y Solitude and solidarity (1990). En la actualidad gran parte de su obra está siendo traducida al castellano y al catalán por dos editoriales. Se hizo célebre por el poema «Try to praise the mutilated world» (Intenta celebrar el mundo mutilado), impreso en la revista The New Yorker después de los atentados del 11 de septiembre de 2001, y por sus publicaciones sobre su poeta coterráneo Czesław Miłosz, premio nobel de Literatura en 1980.
Tiene en su haber, entre otros, los premios Berliner y Kurt Tucholsky. Desde 1988 ha sido profesor visitante en el Creative Writing Program de la Universidad de Houston (Estados Unidos). Es coeditor de la revista literaria Zeszyty literackie que se publica en París.
En 2017 fue galardonado con el Premio Princesa de Asturias de las Letras. Con este motivo declaró en El Mundo que hay una cultura común europea: «Vengo a España y nada me parece ajeno». Y sobre sus primeras lecturas de autores españoles señaló: «Una versión del Quijote para niños. Después, dediqué mucho tiempo a los libros sobre la Guerra Civil. Y después, a Antonio Machado, mi preferido».

## Edición en español
- Adam Zagajewski (2023)  Verdadera vida. Acantilado ISBN 978-84-19036-38-4.

- Adam Zagajewski (2017). Asimetría. Acantilado. ISBN 978-84-1674-866-2.

- Adam Zagajewski (2012). Mano invisible. Acantilado. ISBN 978-84-15277-53-8.

- Adam Zagajewski (2010). Solidaridad y soledad. Acantilado. ISBN 978-84-92649-72-3.

- Adam Zagajewski (2007). Antenas. Acantilado. ISBN 978-84-96834-00-2.

- Adam Zagajewski (2006). Dos ciudades. Acantilado. ISBN 978-84-96489-64-6.

- Adam Zagajewski (2005). Deseo. Acantilado. ISBN 978-84-96489-23-3.

- Adam Zagajewski (2005). Poemas escogidos. Pre-Textos. ISBN 978-84-8191-681-2.

- Adam Zagajewski (2005). En defensa del fervor. Acantilado. ISBN 978-84-96489-15-8.

- Adam Zagajewski (2004). Tierra del fuego. Acantilado. ISBN 978-84-96136-73-1.

- Adam Zagajewski (2003). En la belleza ajena. Pre-Textos. ISBN 978-84-8191-568-6.

## Trabajos de Adam Zagajewski en revistas españolas
- Adam Zagajewski, «Intenta celebrar el mundo mutilado / Try to praise the Mutilated World», [en:] Revisiones, vol. 3, 2007 (pp. 29-30).

- Adam Zagajewski, «Things keep their Secrets», [en:] Revisiones, vol. 3, 2007 (pp. 5-14).

- Adam Zagajewski, «Bruno Schulz el otoño al acecho», [en:] Minerva, n.º 7, 2008 (p. 42).

- Adam Zagajewski, «La casa de las musas», [en:] Matador, n.º K (pp. 30-33).

- Adam Zagajewski, «Cuatro poemas», [en:] Lateral, n.º. 94, 2002 (p. 20).

- Adam Zagajewski, «Cinco poemas», [en:] Revista de Occidente, n.º 362-363, 2011 (pp. 201-208), ISSN 0034-8635.

- Adam Zagajewski, «La gramática francesa», [en:] Claves de razón práctica, n.º 177, 2007, (pp. 54-60), ISSN 1130-3689.

- Adam Zagajewski, «El centro no se sostiene», [en:] Letras Libres internacional, n.º. 65, 2007 (pp. 34-37), ISSN 1578-4312.

- Adam Zagajewski, «El discurso secreto del presidente», [en:] Letra internacional, n.º 5, 1987, (pp. 43-45), ISSN 0213-4721.

## Artículos sobre Adam Zagajewski en revistas españolas
- Elżbieta Bortkiewicz, «La poesía de Adam Zagajewski», [en:] Turia, n.º. 68-69, 2004 (pp. 107-135).

- Ángel Enrique Díaz-Pintado Hilario, «En defensa del fervor», [en:] Mundo eslavo, n.º. 5, 2006 (pp. 262-267), ISSN 1579-8372.

- Jordi Doce, «Coloquio Burnside-Zajajewski», [en:] Minerva 4, n.º. 6, 2007 (pp. 46-53).

- Xavier Farré, «Breves apuntes sobre la poesía de Adam Zagajewski», [en:] Revisiones, vol. 3, 2007, (pp. 17-31).
- Josep Maria Fulquet Vidal, «Escriure en català», [en:] Ars Brevis, n.º 15. (adaptación del ensayo de Adam Zagajewski «Escribir en polaco» (incluido en En defensa del fervor).

- Agnieszka Gutthy, «La Filología Polaca en las universidades de los Estados Unidos: un siglo de investigación y docencia», [en:] Eslavistica Complutense, n.º 7, 2007 (pp. 171-176).

- Gabriel Insausti, «Adam Zagajewski: "Quizá sea imposible escribir sin una utopía personal"», [en:] Revista de Occidente, n.º 323, 2008 (pp. 115-127), ISSN 0034-8635.

- Martín López-Vega, «Adam Zagajewski, en defensa de la experiencia», [en:] Clarín. Revista de Nueva Literatura, n.º. 91, XVI, 2011 (pp. 21-29).

- Javier Moreno, «En torno a Adam Zagajewski», [en:] Nuestro tiempo, n.º. 625-626, 2006 (pp. 52-61).

- Susanna Rafart, «Adam Zagajewski visita Barcelona», [en:] Caràcters, n.º. 34, 2006 (p. 44), ISSN 1132-7820.

- Álvaro de la Rica Aranguren, «En la belleza ajena de Adam Zagajewski», [en:] Turia, n.º. 89-90, 2009 (pp. 25-35).

- Álvaro de la Rica Aranguren, «Adam Zagajewski», [en:] Revisiones, vol. 3, 2007.

- Josep Maria de Sagarra Àngel, «La poesía es un duelo sin fin», entrevista a Adam Zagajewski, [en:] Revista de Occidente, julio-agosto de 2011, n.º 362-363. Otras versiones: «La poesia ordena el caos, però mai per sempre», [en:] El Punt / Avui (CULTUЯA), 24.03.2011.